# San Sebastián Coatlán
San Sebastián Coatlán es una localidad del estado mexicano de Oaxaca. Es cabecera del municipio de San Sebastián Coatlán.

## Etimología
Coatlán significa en Nahoa "Entre las o junto a las culebras"; se compone de coatl "culebra" y de tlan "junto o entre".

## Historia
La localidad de San Sebastián Coatlán (Oaxaca) fue fundada en el año 1648.
- 1648: Fundación del pueblo de San Sebastián Coatlán.
- 1825: San Sebastián Coatlán pertenece al partido de Miahuatlán.
- 1832: Construcción del templo católico.
- 1844: San Sebastián Coatlán es poblado de la parroquia de Coatlán, subprefectura de Miahuatlán, distrito de Ejutla.
- 1858: San Sebastián Coatlán pertenece al distrito de Miahuatlán.
- 1891: San Sebastián Coatlán es ayuntamiento del distrito de Miahuatlán.

## Demografía
| Censo | Población |
| ----- | --------- |
| 1900  | 700       |
| 1910  | 747       |
| 1921  | 774       |
| 1930  | 430       |
| 1940  | 988       |
| 1950  | 1197      |
| 1960  | 1048      |
| 1970  | 858       |
| 1980  | 847       |
| 1990  | 1180      |
| 1995  | 1239      |
| 2000  | 1178      |
| 2005  | 1164      |
| 2010  | 1258      |
| 2020  | 1226      |